# Ousté
Ousté é uma comuna francesa na região administrativa de Occitânia, no departamento dos Altos Pirenéus. Estende-se por uma área de 2,35 km². Em 2010 a comuna tinha 29 habitantes (densidade: 12,3 hab./km²).